# Klaus Wriedt
Klaus Wriedt (* 21. April 1935 in Kiel) ist ein deutscher Historiker.

Der Sohn eines Arztes besuchte von 1945 bis 1955 die Kieler Gelehrtenschule. Er studierte Geschichte und Lateinische Philologie an den Universitäten Göttingen und Kiel. Seine akademischen Lehrer waren Erwin Assmann und Karl Jordan. In Kiel wurde er im Juli 1962 promoviert mit einer Arbeit über die kanonischen Prozesse um die Ansprüche Mecklenburgs und Pommerns auf das Rügische Erbe von 1326 bis 1348. In Kiel war er ab 1962 als wissenschaftlicher Assistent tätig. Die wissenschaftliche Prüfung für das Lehramt an höheren Schulen legte er 1964 ab. In Kiel habilitierte er sich 1972. Von 1972 bis 1977 war er Dozent und wurde 1976 zum außerplanmäßigen Professor in Kiel ernannt. Er lehrte von 1978 bis 2000 als Professor für Geschichte des Mittelalters an der Universität Osnabrück. Seine Nachfolge in Osnabrück trat Thomas Vogtherr an.
Seine Forschungsschwerpunkte sind Stadt- und Hansegeschichte, Rechts- und Verwaltungsgeschichte, Bildungs- und Universitätsgeschichte, Kirchengeschichte des späten Mittelalters sowie die Geschichtsschreibung vom 13. bis 16. Jahrhundert. Wriedt organisierte mit Rainer Christoph Schwinges 2001 eine Frühjahrstagung des Konstanzer Arbeitskreises für mittelalterliche Geschichte zum Thema Gesandtschafts- und Botenwesen im spätmittelalterlichen Europa. Er verfasste zahlreiche Beiträge für das Lexikon des Mittelalters und das Verfasserlexikon. Zum Schulwesen, zu den Bildungsverhältnissen und zu Universitäten im Bereich der Hansestädte wurden 11 zwischen 1975 und 2003 veröffentlichte Aufsätze 2005 gebündelt herausgegeben. Er ist Mitglied der Historischen Kommissionen von Pommern und Niedersachsen und Bremen. Von 1981 bis 1985 war er im Wissenschaftlichen Beirat der niedersächsischen Landesausstellung „Stadt im Wandel“. Er war 1995 Gründungsmitglied der Gesellschaft für Universitäts- und Wissenschaftsgeschichte. Er ist verwitwet und hat zwei Kinder. Wriedt lebt in Frankfurt am Main.

## Schriften (Auswahl)
Monografien
- Die kanonischen Prozesse um die Ansprüche Mecklenburgs und Pommerns auf das Rügische Erbe 1326–1348 (= Veröffentlichungen der Historischen Kommission für Pommern. Band 4). Böhlau, Köln u. a. 1963.

Aufsätze
- Schule und Universität. Bildungsverhältnisse in norddeutschen Städten des Spätmittelalters. Gesammelte Aufsätze (= Education and society in the Middle Ages and Renaissance. Band 23). Brill, Leiden 2005, ISBN 90-04-14687-3.

Herausgeberschaften
- mit Rainer Christoph Schwinges: Gesandtschafts- und Botenwesen im spätmittelalterlichen Europa (= Vorträge und Forschungen. Band 60). Thorbecke, Ostfildern 2003, ISBN 3-7995-6860-3 (online).
- mit Rainer Christoph Schwinges: Das Bakkalarenregister der Artistenfakultät der Universität Erfurt 1392–1521 = (Registrum baccalariorum de facultate arcium universitatis studii Erffordensis existencium) (= Veröffentlichungen der Historischen Kommission für Thüringen. Band 3). Fischer, Jena u. a. 1995, ISBN 3-334-61020-9.